# Leander-klass (fregatt)
Leander-klassen eller Type 12I klassen var en klass fregatter byggda huvudsakligen för Royal Navy i tre omgångar från 1959 till 1971. Det kom att bli en av de talrikaste och mest långlivade fartygsklasserna i Royal Navys historia. Flera fartyg byggdes också för export eller på licens för andra länders flottor.

## Konstruktion
Leander-klassen är baserad på Whitby-klassen som hade utmärkt sjövärdighet, god uthållighet och som hade tagit tillvara de dyrköpta erfarenheterna från slaget om Atlanten. Whitby-klassen var dock en utpräglad ubåtsjägare och ganska dyr att bygga. Ian Orr-Ewing föreslog därför en ny fartygsklass baserad på Whitby-klassen med samma skrov och maskineri, men med mer flexibel beväpning. Sea Cat luftvärnsrobotar i stället för Bofors 40 mm automatkanoner och en luftspaningsradar gav bättre luftförsvarsförmåga. Den stora nyheten var dock möjligheten att basera en helikopter ombord. Dessutom var Leander-klassen byggd med flexibilitet i åtanke vilket möjliggjorde flera kommande moderniseringar av beväpningen. Varken helikoptrar eller Sea Cat-robotar fanns dock tillgängliga för de första fartygen varför de i stället temporärt beväpnades med 40 mm automatkanoner på helikopterhangarens tak. 
I likhet med Whitby-klassen har Leander-klassen slanka jagarlinjer som gav god driftsekonomi och uthållighet. Det utpräglat upphöjda fördäcket gav generöst fribord i fören vilket gjorde att fartygen klarade hög sjö väl, i synnerhet vid låga temperaturer då överspolande sjö annars snabbt kan bilda ett nertyngande istäcke. Kanontornet med två stycken 114 mm snabbskjutande kanoner var dock ganska tungt och kunde därför inte monteras särskilt högt upp utan att äventyra fartygets stabilitet. Därför avslutas det upphöjda fördäcket med ett distinkt veck precis framför kanontornet. De sist byggda fartygen (batch 3) fick två fot bredare skrov för att öka stabiliteten.
Fartygen i Leander-klassen byggdes i tre olika omgångar (batches)
- Batch 1 (tio fartyg) byggda med Y-100 ångpannor
- Batch 2 (sex fartyg) byggda med Y-136 ångpannor
- Batch 3 (tio fartyg) byggda med Y-160 ångpannor och med två fot bredare skrov.[2][3]

## Utveckling
Beväpningen, framför allt anti-ubåtsgranatkastaren Limbo och luftvärnsroboten Sea Cat blev snabbt omoderna. Dessutom blev snart behovet av sjömålsrobotar påträngande. Därför genomfördes under 1970-talet flera olika moderniseringsprogram
Ikara conversion
Åtta av de tio fartygen i batch 1 fick sina 114 mm kanoner ersatta med robotsystemet Ikara. Dessutom fick de ytterligare en robotlavett för Sea Cat.
Seacat/Exocet conversion
De två sista fartygen i batch 1 och fem fartyg i batch 2 fick sina 114 mm kanoner ersatta med fyra stycken Exocet-robotar och ytterligare en robotlavett för Sea Cat.
Seawolf/Exocet conversion
Fem fartyg i batch 3 fick sina 114 mm kanoner ersatta med fyra stycken Exocet-robotar och dessutom Sea Cat-robotarna ersatta med Sea Wolf-robotar. Ursprungligen skulle alla fartyg i batch 3 ha fått uppgraderingen, men programmet avbröts på grund av försvarsnedskärningar 1981.
Towed array conversion
Fyra fartyg i batch 2 (som redan fått Seacat/Exocet conversion) och ett fartyg i batch 1 (Arethusa) utrustades dessutom med släphydrofon med lång räckvidd. I Arethusas fall innebar det också att Ikara-robotarna byttes ut mot Exocet-robotar.

## Fartyg i klassen

### Storbritannien
Flera av fartygen i batch 1 påbörjades som fartyg i den snarlika Rothsay-klassen, men uppgraderades under pågående bygge till Leander-klass.
Leander-klassen utgjorde länge stommen i den brittiska fregattflottan och har tjänstgjort i nästan alla konflikter som Storbritannien varit inblandad i under kalla kriget: Evakueringen av Aden, Indonesien–Malaysia-konflikten, blockaden av Rhodesia, Torskkrigen och inte minst Falklandskriget. De har även bevakat brittiska intressen under Cypernkrisen och Iran–Irak-kriget.
| Namn      | Sjösatt           | Tagen i tjänst    | Uppgradering        | Utrangerad        | Öde                                   |
| Batch 1   | Batch 1           | Batch 1           | Batch 1             | Batch 1           | Batch 1                               |
| --------- | ----------------- | ----------------- | ------------------- | ----------------- | ------------------------------------- |
| Leander   | 28 juni 1961      | 27 mars 1963      | Ikara 1970          | april 1987        | Sänkt som skjutmål 1989               |
| Dido      | 22 december 1961  | 18 september 1963 | Ikara 1975          | 1982              | Såld till Nya Zeeland som Southland   |
| Penelope  | 17 augusti 1962   | 31 oktober 1963   | Seacat/Exocet 1981  | 1991              | Såld till Ecuador som Eloy Alfaro     |
| Ajax      | 16 augusti 1962   | 10 december 1963  | Ikara 1973          | 31 maj 1985       | Skrotad 1988                          |
| Aurora    | 28 november 1962  | 9 april 1964      | Ikara 1974          | 28 april 1987     | Skrotad i september 1990              |
| Galatea   | 23 maj 1963       | 25 april 1964     | Ikara 1971          | 31 januari 1987   | Sänkt som skjutmål 21 juli 1988       |
| Euryalus  | 6 juni 1963       | 16 september 1964 | Ikara 1973          | 31 mars 1989      | Skrotad 1990                          |
| Naiad     | 4 november 1963   | 15 mars 1965      | Ikara 1973          | april 1987        | Sänkt som skjutmål 1990               |
| Arethusa  | 5 november 1963   | 24 november 1965  | Ikara 1973          | 4 april 1989      | Sänkt som skjutmål 1991               |
| Cleopatra | 25 mars 1964      | 4 januari 1966    | Seacat/Exocet 1974  | 31 januari 1992   | Skrotad 1993                          |
| Batch 2   |                   |                   |                     |                   |                                       |
| Phoebe    | 8 juli 1964       | 15 april 1966     | Seacat/Exocet 1974  | 14 februari 1991  | Skrotad 1992                          |
| Minerva   | 19 december 1964  | 14 maj 1966       | Seacat/Exocet 1976  | mars 1992         | Skrotad i juli 1993                   |
| Sirius    | 22 september 1964 | 15 juni 1966      | Seacat/Exocet 1975  | 27 februari 1993  | Sänkt som skjutmål 1998               |
| Juno      | 24 november 1965  | 18 juli 1967      | —                   | 4 november 1992   | Skrotad 1994                          |
| Argonaut  | 8 februari 1966   | 17 augusti 1967   | Seacat/Exocet 1976  | 31 mars 1993      | Skrotad 1995                          |
| Danae     | 31 oktober 1965   | 7 september 1967  | Seacat/Exocet 1977  | 1991              | Såld till Ecuador som Morán Valverde  |
| Batch 3   |                   |                   |                     |                   |                                       |
| Charybdis | 28 februari 1968  | 2 juni 1969       | Seawolf/Exocet 1979 | 30 september 1991 | Sänkt som skjutmål 11 juni 1993       |
| Hermione  | 26 april 1967     | 11 juli 1969      | Seawolf/Exocet 1980 | 30 juni 1992      | Skrotad 1997                          |
| Jupiter   | 4 september 1967  | 9 augusti 1969    | Seawolf/Exocet 1980 | 22 april 1992     | Skrotad 1997                          |
| Bacchante | 29 februari 1968  | 17 oktober 1969   | —                   | 1982              | Såld till Nya Zeeland som Wellington  |
| Andromeda | 24 maj 1967       | 2 december 1968   | Seawolf/Exocet 1978 | juni 1993         | Såld till Indien som Krishna          |
| Scylla    | 8 augusti 1968    | 12 februari 1970  | Seawolf/Exocet 1980 | december 1993     | Sänkt som konstgjort rev 27 mars 2004 |
| Achilles  | 21 november 1968  | 9 juli 1970       | —                   | januari 1990      | Såld till Chile som Ministro Zenteno  |
| Diomede   | 15 april 1969     | 2 april 1971      | —                   | 31 maj 1988       | Såld till Pakistan som Shamsheer      |
| Apollo    | 15 oktober 1970   | 28 maj 1972       | —                   | 31 augusti 1988   | Såld till Pakistan som Zulfiqar       |
| Ariadne   | 10 september 1971 | 10 februari 1973  | —                   | maj 1992          | Såld till Chile som General Baquedano |

### Nya Zeeland
År 1963 beställde Nya Zeeland en Leander-klass fregatt som fick namnet Waikato. År 1970 följdes hon av ytterligare en, Canterbury. Brittiska försvarsnedskärningar 1981 gjorde att Nya Zeeland erbjöds att köpa två begagnade brittiska fregatter (Bacchante och Dido). Försäljningen fördröjdes av Falklandskriget men 1982 respektive 1983 togs de i tjänst som Wellington och Southland.
Southland var det enda av fartygen som var beväpnad med Ikara-robotar. När Ikara-systemet avvecklades 1989 blev hon därmed omodern. Planer på att modernisera henne på samma sätt som den brittiska Arethusa visade sig bli för dyra. Hon utrangerades 1995 och skrotades därefter. Waikato utrangerades 1998 och Wellington år 2000. Det sista fartyget, Canterbury, drabbades av en brand i oktober 2003. Att reparera henne skulle ha blivit kostsamt och hon utrangerades 2005.
| Namn       | Sjösatt                          | Tagen i tjänst  | Utrangerad   | Öde                                       |
| ---------- | -------------------------------- | --------------- | ------------ | ----------------------------------------- |
| Waikato    | 18 februari 1965                 | september 1966  | 1998         | Sänkt som konstgjort rev 18 december 2000 |
| Canterbury | 6 maj 1970                       | 22 oktober 1971 | 21 mars 2005 | Sänkt som konstgjort rev 3 november 2007  |
| Wellington | 29 februari 1968 (som Bacchante) | 1982            | 2000         | Sänkt som konstgjort rev 12 november 2005 |
| Southland  | 22 december 1961 (som Dido)      | 18 juli 1983    | 1995         | Skrotad i Goa, Indien                     |

### Chile

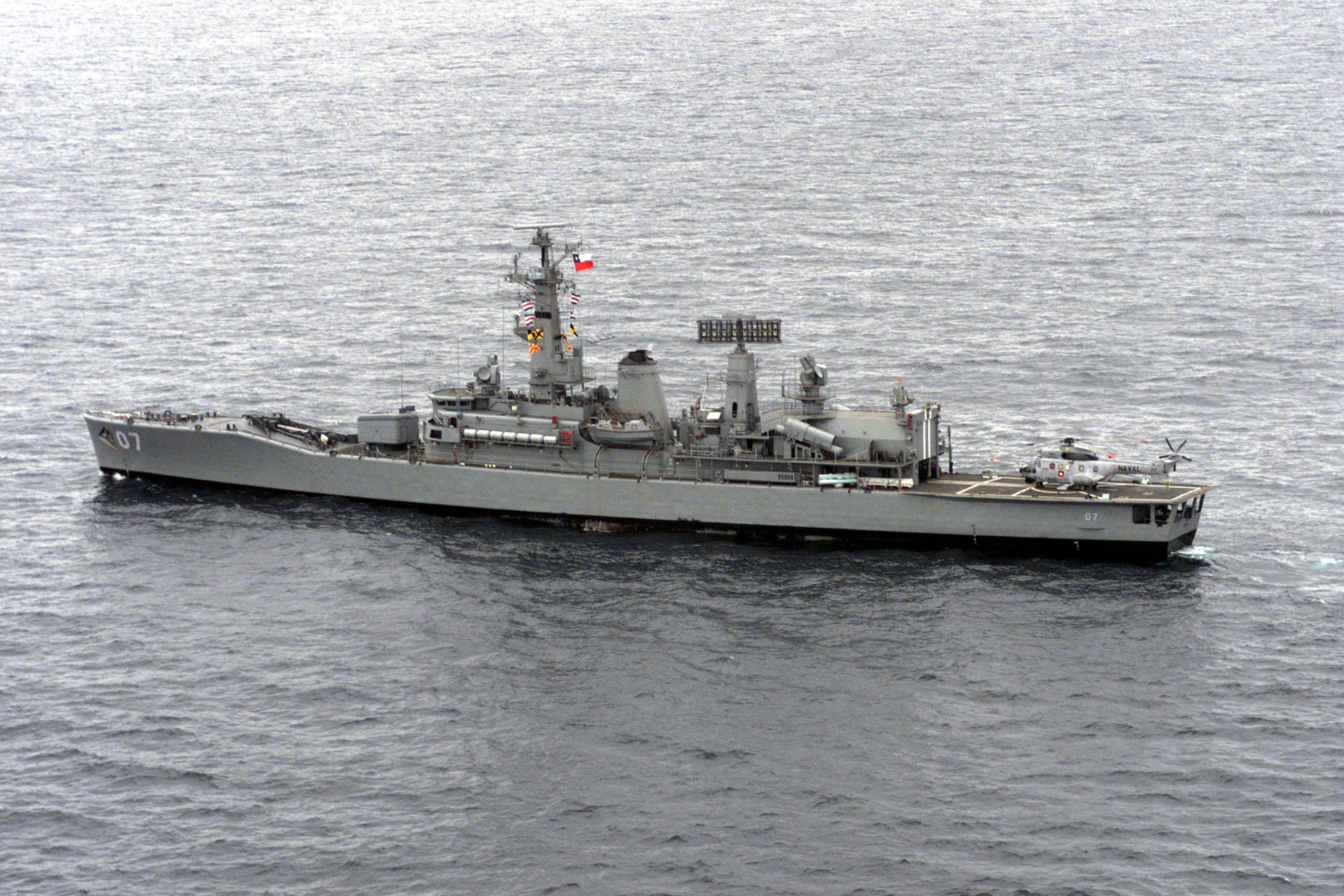
De chilenska fartygen har en större hangar och helikopterdäck för att kunna operera Cougar-helikoptrar.

Den 14 januari 1970 beställde Chiles flotta två stycken Leander-klass fregatter, Almirante Condell och Almirante Lynch som levererades 1973 respektive 1974. De chilenska fartygen skiljer sig något från de brittiska genom att helikopterplattan är flyttad akterut ända fram till akterspegeln för att ge plats för en större hangar. Fartygen har därför ingen möjlighet att bära släpsonar. I gengäld så har de beväpnats med Exocet-robotar utan att, som de brittiska fartygen, förlora sin kanonbestyckning.
År 1991 och 1992 köptes ytterligare två begagna fartyg från Storbritanniens flotta (f.d. Achilles och Ariadne) som i Chile fick namnen Ministro Zenteno och General Baquedano. Baquedano utrangerades redan 1998 medan Lynch och Condell såldes till Ecuador år 2007. Det sista fartyget, Zenteno, som legat i malpåse sedan 2006 skadades svårt i samband med Jordbävningen utanför Chile 2010 och sänktes kort därefter.
| Namn              | Sjösatt                         | Tagen i tjänst   | Utrangerad       | Öde                                  |
| ----------------- | ------------------------------- | ---------------- | ---------------- | ------------------------------------ |
| Almirante Condell | 12 juni 1972                    | 21 december 1973 | 11 december 2007 | Såld till Ecuador som Eloy Alfaro    |
| Almirante Lynch   | 6 december 1972                 | 25 maj 1974      | 4 juli 2007      | Såld till Ecuador som Morán Valverde |
| Ministro Zenteno  | 21 november 1968 (som Achilles) | 8 januari 1991   | augusti 2006     | Sänkt i mars 2010                    |
| General Baquedano | 10 september 1971 (som Ariadne) | maj 1992         | december 1998    | Sänkt som skjutmål 2004              |

### Australien
Efter att jagaren HMAS Voyager förlist efter att ha kolliderat med hangarfartyget HMAS Melbourne 10 februari 1964 beslutade Australien att ersätta jagaren med två stycken fregatter av Leander-klass. Fregatterna HMAS Swan och HMAS Torrens levererades 1970 respektive 1971. I Australien så räknas fartygen inte som en egen klass utan som de sista två fartygen i River-klassen där de fyra tidigare fartygen var baserade på den snarlika Rothesay-klassen men uppgraderade till samma beväpning som Leander-klassen (Sea Cat- och Ikara-robotar).
| Namn    | Sjösatt           | Tagen i tjänst  | Utrangerad        | Öde                                       |
| ------- | ----------------- | --------------- | ----------------- | ----------------------------------------- |
| Swan    | 16 december 1967  | 20 januari 1970 | 13 september 1996 | Sänkt som konstgjort rev 14 december 1997 |
| Torrens | 28 september 1968 | 19 januari 1971 | 1998              | Sänkt som skjutmål 14 juni 1999           |

### Indien
Sex fartyg byggdes på licens av Mazagon Dock Limited i Bombay 1972–1981 för Indiens flotta. De var de första stora krigsfartyg som byggdes i Indien. Storbritannien vägrade dock att bevilja någon licens för luftspaningsradarn, så en liknande radar köptes i stället in från Hollandse Signaalapparaten i Nederländerna. De två sista fartygen byggdes med en större teleskopisk hangar för att möjliggöra att Sea King-helikoptrar baserades ombord. De indiska fartygen är dessutom beväpnade med Bofors 375 mm ubåtsjaktraketer.
De sex fartygen utgör 14:e fregattdivisionen och var Indiska flottans arbetshästar under 1980- och 1990-talen. Himgiri blev 1976 det första fartyg att skjuta ner en UAV i strid. Taragiri drabbades av en svår brand i juli 1994 men reparerades och återinsattes i tjänst. Nilgiri utrangerades 1996 medan övriga fartyg i klassen följde under 2000-talet. Vindhyagiri sjönk 30 januari 2011 i Bombays hamn efter en kollision med MV Nord Lake, men bärgades 15 februari 2011 och skrotades snart därefter.
| Namn        | Sjösatt      | Tagen i tjänst   | Utrangerad      | Öde                                                                               |
| ----------- | ------------ | ---------------- | --------------- | --------------------------------------------------------------------------------- |
| Nilgiri     | oktober 1968 | 3 juni 1972      | 1996            | Sänkt som skjutmål 1997                                                           |
| Himgiri     | ?            | 23 november 1974 | 6 maj 2005      | −                                                                                 |
| Udaygiri    | ?            | 18 februari 1976 | 24 augusti 2007 | −                                                                                 |
| Dunagiri    | 9 mars 1974  | 5 maj 1977       | 20 oktober 2010 | −                                                                                 |
| Taragiri    | ?            | 16 maj 1980      | 27 juni 2013    | −                                                                                 |
| Vindhyagiri | ?            | 8 juli 1981      | 11 juni 2012    | Förlist 30 januari 2011, bärgad 15 februari 2011, sänkt som skjutmål 11 juni 2012 |

### Nederländerna
Sex fartyg byggdes på licens i Nederländerna för Nederländernas flotta på 1960-talet. Fartygen skiljer sig från de brittiska genom att ha genomgående Nederländsk elektronik tillverkad av Hollandse Signaalapparaten. Det elektro-optiska eldledningssystemet för Sea Cat-robotarna var betydligt smidigare än det brittiska och gjorde att två robotlavetter kunde installeras med var sin egen eldledning. Samma förändring infördes senare på de brittiska fartyg som genomgick Ikara conversion och Seacat/Exocet conversion.
Från och med 1976 moderniserades fartygen. De dubbla 114 mm kanonerna byttes ut mot en snabbskjutande 76 mm OTO Melara 76/62. Den ålderstigna Limbo-granatkastaren byttes ut mot 324 mm torpedtuber och de fick i likhet med de Chilenska fartygen helikopterdäcket längre akterut och en större hangar. Radar och stridsledningssystem moderniserades också. Moderniseringen medförde att besättningen kunde minskas från 254 till 175 man, något som avsevärt förbättrade komforten ombord.
Samtliga fartyg såldes till Indonesien 1986–1990.
| Namn         | Sjösatt          | Tagen i tjänst   | Utrangerad | Öde                                                 |
| ------------ | ---------------- | ---------------- | ---------- | --------------------------------------------------- |
| Van Speijk   | 5 mars 1965      | 14 april 1967    | 1987       | Såld till Indonesien som Slamet Riyadi              |
| Van Galen    | 19 juni 1965     | 1 mars 1967      | 1987       | Såld till Indonesien som Yos Sudarso                |
| Tjerk Hiddes | 17 december 1965 | 16 augusti 1967  | 1986       | Såld till Indonesien som Ahmad Yani                 |
| Van Nes      | 26 mars 1966     | 9 augusti 1967   | 1988       | Såld till Indonesien som Oswald Siahaan             |
| Isaac Sweers | 10 mars 1967     | 15 maj 1968      | 1990       | Såld till Indonesien som Karel Satsuitubun          |
| Evertsen     | 18 juni 1966     | 21 december 1967 | 1989       | Såld till Indonesien som Kabdul Halim Perdanakusuma |